# Schweinskopf (Hinterland)
Der Schweinskopf ist ein 473 m hoher Berg in den Damshäuser Kuppen im deutschen Bundesland Hessen. Am Rande des Dorfgebietes Friedensdorf gelegen, bildet er die höchste Erhebung von Friedensdorf, einem Ortsteil der Gemeinde Dautphetal.
Nach dem 497,1 Meter hohen Rimberg und der 493,5 Meter hohen Kappe ist er der dritthöchste Berg der Damshäuser Kuppen sowie der höchste Berg der westlichen Damshäuser Kuppen.

## Lage
Der Berg liegt etwa 800 Meter östlich von Herzhausen und 800 Meter südlich von der 465 m hohen Eichelhardt. Von Friedensdorf ist er etwa 1,7 Kilometer entfernt.